# Seventeen Seconds
Seventeen Seconds — другий студійний альбом англійського рок-гурту The Cure, випущений 18 квітня 1980 року лейблом Fiction Records. На альбомі вперше фронтмен Роберт Сміт став співпродюсером разом з Майком Хеджесом. Після відходу басиста Майкла Демпсі, Саймон Геллап став офіційним учасником гурту разом з клавішником Метью Гартлі. Сингл «A Forest» став першим потраплянням гурту до топ-40 UK singles chart.

## Історія
Наприкінці британського турне 1979 року на розігріві у Siouxsie and the Banshees Роберт Сміт все менше спілкувався з басистом Майклом Демпсі. Ранні версії «Play for Today» і «M» були виконані на кількох концертах, але Демпсі не сподобався новий музичний напрямок, який хотів обрати Сміт. Роберт прокоментував це так: «Думаю, останньою краплею стало те, що я зіграв Майклу демозаписи для наступного альбому, і він їх зненавидів. Він хотів, щоб ми були XTC частина 2, а я хотів, щоб ми були Banshees частина 2. Тому він пішов».
Гра на гітарі з Banshees протягом двох місяців і вивчення їхніх пісень відкрили для Сміта нові горизонти. «Це дозволило мені вийти за рамки того, що ми робили. Я хотів мати гурт, який робить те, що роблять Стівен Северін і Budgie, де є лише бас-гітара, барабанна партія і плач Сьюзі». Платівки, які Сміт часто слухав під час написання альбому, були Five Leaves Left Ніка Дрейка, Isle of Wight Джимі Гендрікса, Astral Weeks Вана Моррісона і Low Девіда Бові.
Сміт написав тексти і музику для більшої частини альбому в будинку своїх батьків, на органі Hammond з вбудованим магнітофоном. В інтерв'ю 2004 року продюсер Майк Хеджес не пригадав жодних демотреків, оскільки гурт зазвичай грав трек у студії перед тим, як накладати на нього бек-трек, до якої додавали овердабінг.
До складу гурту увійшли два учасники The Magazine Spies, бас-гітарист Саймон Геллап і клавішник Метью Гартлі. Геллап замінив Демпсі, що полегшило роботу Сміту, який вважав басові партії Демпсі занадто витіюватими. Синтезаторна робота Гартлі додала нового виміру новому ефемерному звучанню гурту, хоча пізніше він конфліктував зі Смітом через складність; Гартлі любив складні акорди, а Сміт хотів одиночні ноти.
Грошей не вистачало, тому альбом був записаний і зведений за сім днів з бюджетом від 2 000 до 3 000 фунтів стерлінгів, в результаті чого гурт працював по 16 або 17 годин на добу. Сміт заявив, що в результаті трек «The Final Sound», який планувався набагато довшим, був скорочений до 53 секунд, оскільки під час запису закінчилася касета, і гурт не зміг записати його знову. Альбом, що складається здебільшого з давнбітних треків, має ембієнтний вокал з відлунням, а звуковий напрямок визначається звучанням барабанів.

## Музичний стиль
Ретроспективно Seventeen Seconds вважається раннім прикладом готичного року. Його «похмурі пейзажі» вважаються «звуковим пробним каменем» для майбутнього руху. Трек «The Final Sound» «настільки позитивно готичний, що можна майже повірити в те, що він був взятий з саундтреку якогось горор-фестивалю жахів». Альбом також описується як нью-вейв і постпанк.

## Реліз та перевидання
Альбом Seventeen Seconds був випущений 18 квітня 1980 року. Він досяг 20 місця у British Album Charts. 1981 року альбом був перевиданий у США (на лейблі A&M) під назвою Faith as Happily Ever After, доступний у вигляді подвійної платівки. У 2005 році альбом був ремастирований в рамках серії Deluxe Edition від Universal, до якої увійшли бонусні концертні треки і демо, а також студійний матеріал Cult Hero, прогресивного рок-гурту в стилі 1970-х, схожого на Easy Cure, вокалістом якого був листоноша Сміта Френк Белл. Вперше Seventeen Seconds потрапив до чартів США у вересні 2020 року, коли дебютував на 186-й сходинці чарту альбомів Billboard 200.

## Відгуки критиків і вплив
Пісні альбому були описані критиками як такі, що мають розпливчасті, часто тривожні тексти і темні, скупі, мінімалістичні мелодії. Деякі рецензенти, такі як Нік Кент з NME, вважали, що Seventeen Seconds представляє набагато більш зрілий The Cure, який менш ніж за рік просунувся в музичному плані дуже далеко. Ієн Кранна з Smash Hits писав, що гурт створює більш амбітну музику, зберігаючи при цьому свою «потужну мелодійну інтенсивність». Кріс Вествуд з Record Mirror був менш захопленим, вважаючи альбом «кроком убік», а не прогресом; він знайшов матеріал «безживним, трохи відстороненим», демонструючи «відлюдькуватих, стурбованих The Cure, які сидять у холодних, темних, порожніх кімнатах, дивлячись на годинник».
Саймон Рейнольдс сказав, що альбом мав «напівпрозоре звучання», з відтінками Durutti Column, Young Marble Giants та Another Green World Браяна Іно. Оглядач AllMusic Кріс Тру сказав, що хоча Seventeen Seconds в подальші роки був в основному проігнорований, за винятком синглу «A Forest», він, тим не менш, представляв собою важливий розвиток для The Cure, зафіксувавши, що вони стали «більш жорсткими у звучанні і більш дисциплінованими у ставленні», і передбачив похмурі ліричні теми, які стануть більш очевидними на наступних альбомах гурту.
Seventeen Seconds увійшов до книги 1001 альбом, які ви повинні почути, перш ніж померти. Автори зазначають: «Як і обкладинка альбому, що являє собою трохи більше, ніж абстрактну пляму, похмуре, мінімалістичне звучання The Cure епохи Seventeen Seconds тонко навіює думки». Звертається увага на «спокусливу похмурість як у коротких інструментальних композиціях, так і в більш поп-орієнтованих треках (таких як гостра, навантажена гуками „Play for Today“), які відсилають до їхньої ранньої творчості». У 2020 році Rolling Stone включив Seventeen Seconds до списку «80 найкращих альбомів 1980 року».

## Трек-лист
Автор слів Роберт Сміт, автор музики The Cure (Сміт, Метью Гартлі, Саймон Геллап і Лол Толгерст). 
| Сторона А | Сторона А        | Сторона А  |
| #         | Назва            | Тривалість |
| --------- | ---------------- | ---------- |
| 1.        | «A Reflection»   | 2:12       |
| 2.        | «Play for Today» | 3:40       |
| 3.        | «Secrets»        | 3:20       |
| 4.        | «In Your House»  | 4:07       |
| 5.        | «Three»          | 2:36       |

| Сторона Б | Сторона Б           | Сторона Б  |
| #         | Назва               | Тривалість |
| --------- | ------------------- | ---------- |
| 6.        | «The Final Sound»   | 0:52       |
| 7.        | «A Forest»          | 5:55       |
| 8.        | «M»                 | 3:04       |
| 9.        | «At Night»          | 5:54       |
| 10.       | «Seventeen Seconds» | 4:00       |

| 2005 CD Deluxe Edition бонус-диск | 2005 CD Deluxe Edition бонус-диск                                                 | 2005 CD Deluxe Edition бонус-диск |
| #                                 | Назва                                                                             | Тривалість                        |
| --------------------------------- | --------------------------------------------------------------------------------- | --------------------------------- |
| 1.                                | «I'm a Cult Hero» (vinyl single by Cult Hero, December 1979)                      | 2:59                              |
| 2.                                | «I Dig You» (vinyl single by Cult Hero, December 1979)                            | 3:40                              |
| 3.                                | «Another Journey by Train (AKA 44F)» (group home instrumental demo, January 1980) | 3:12                              |
| 4.                                | «Secrets» (group home instrumental demo, January 1980)                            | 3:40                              |
| 5.                                | «Seventeen Seconds» (live in Amsterdam, January 1980)                             | 3:59                              |
| 6.                                | «In Your House» (live in Amsterdam, January 1980)                                 | 3:32                              |
| 7.                                | «Three» (alternate studio mix, February 1980)                                     | 2:45                              |
| 8.                                | «I Dig You» (Cult Hero live at the Marquee Club, London, March 1980)              | 3:36                              |
| 9.                                | «I'm a Cult Hero» (Cult Hero live at the Marquee Club, London, March 1980)        | 3:21                              |
| 10.                               | «M» (live in Arnhem, May 1980)                                                    | 2:56                              |
| 11.                               | «The Final Sound» (live in France, June 1980)                                     | 0:26                              |
| 12.                               | «A Reflection» (live in France, June 1980)                                        | 1:39                              |
| 13.                               | «Play for Today» (live in France, June 1980)                                      | 3:46                              |
| 14.                               | «At Night» (live in France, June 1980)                                            | 5:37                              |
| 15.                               | «A Forest» (live in France, June 1980)                                            | 6:28                              |

Примітки
- Американська та британська касетні версії мають різні обкладинки з гілками дерев зліва та червонуватою плямою внизу, а також альтернативний порядок треків, де «A Forest» з'являється як трек 2 на стороні А, міняючись місцями з «Play For Today», що з'являється як трек 2 на стороні Б:

| Сторона А | Сторона А       | Сторона А  |
| #         | Назва           | Тривалість |
| --------- | --------------- | ---------- |
| 1.        | «A Reflection»  | 2:12       |
| 2.        | «A Forest»      | 5:55       |
| 3.        | «Secrets»       | 3:20       |
| 4.        | «In Your House» | 4:07       |
| 5.        | «Three»         | 2:36       |

| Сторона Б | Сторона Б           | Сторона Б  |
| #         | Назва               | Тривалість |
| --------- | ------------------- | ---------- |
| 6.        | «The Final Sound»   | 0:52       |
| 7.        | «Play for Today»    | 3:40       |
| 8.        | «M»                 | 3:04       |
| 9.        | «At Night»          | 5:54       |
| 10.       | «Seventeen Seconds» | 4:00       |

## Персоналії
The Cure
- Роберт Сміт — гітара, вокал
- Саймон Геллап — бас-гітара
- Метью Гартлі — клавішні
- Лол Толгерст — барабани

Продакшн
- The Cure — продюсування
- Майкл Хеджес — продюсування, звукоінженер
- Кріс Перрі — асистент продюсування
- Майк Даттон — звукоінженер
- Найджел Ґрін — асистент звукоінженера
- Ендрю Ворвік — асистент звукоінженера
- Ендрю Дуґлас — фото
- Білл Сміт і The Cure — обкладинка[26]

## Чарти
| Чарт (1980—1981)                                     | Найвища позиція |
| ---------------------------------------------------- | --------------- |
| Australian Albums (Kent Music Report)                | 39              |
| Нідерланди Dutch Albums (MegaCharts)                 | 15              |
| Нова Зеландія New Zealand Albums (Recorded Music NZ) | 9               |
| Велика Британія UK Albums (OCC)                      | 20              |

| Чарт (2005)                                | Найвища позиція |
| ------------------------------------------ | --------------- |
| Бельгія Belgian Albums (Ultratop Flanders) | 78              |
| Франція French Albums (SNEP)               | 80              |

| Чарт (2020)                            | Найвища позиція |
| -------------------------------------- | --------------- |
| Greek Albums (IFPI)                    | 9               |
| Шотландія Scottish Albums (OCC)        | 28              |
| Велика Британія UK Albums (OCC)        | 78              |
| США Billboard 200                      | 186             |
| США Top Alternative Albums (Billboard) | 21              |
| США Top Rock Albums (Billboard)        | 36              |
| 7                                      |                 |

| Чарт (1980)               | Позиція |
| ------------------------- | ------- |
| New Zealand Albums (RMNZ) | 35      |

| Чарт (1981)               | Позиція |
| ------------------------- | ------- |
| New Zealand Albums (RMNZ) | 22      |

## Сертифікації
| Регіон                                                                                          | Сертифікація | Продажі  |
| ----------------------------------------------------------------------------------------------- | ------------ | -------- |
| Франція (SNEP)                                                                                  | Золотий      | 100 000* |
| Нова Зеландія (RIANZ)                                                                           | Платиновий   | 15 000^  |
| *продажі, що базуються лише на сертифікаціях ^відвантаження, що базуються лише на сертифікаціях |              |          |